# UBports
UBports ist ein Gemeinschaftsprojekt mit dem Ziel, die Benutzeroberfläche Ubuntu Touch auf möglichst vielen Geräten mit Touchscreen-Bedienung anwenden zu können und dabei möglichst auf proprietäre Software zu verzichten. Gegründet wurde es 2015 durch den damals 17-jährigen Norweger Marius Gripsgård.

## Aufgaben
UBports hat es sich zur Aufgabe gesetzt, Entwicklern die Infrastruktur zum Portieren neuer Ubuntu-Touch-Geräte zur Verfügung zu stellen und gemeinsam an der Verbesserung der Portierungs-Dokumentation zu arbeiten. Aus diesen Aktivitäten gingen Portierungen für das Nexus 5, OnePlus One und Fairphone 2 hervor. Seit November 2019 ist es auch auf Raspberry Pi 3, und dem Volla Phone, baugleich Gigaset GS290 installierbar.

## Geschichte

Tablet mit Ubuntu Touch 16.04 OTA-11

Nach der Ankündigung der Firma Canonical vom 5. April 2017, die Entwicklung von Ubuntu Touch einzustellen, lag es nahe, dass UBports mit der bereits vorhandenen Infrastruktur eine Schlüsselrolle bei der Weiterentwicklung einnehmen könnte. UBports kündigte an, die Entwicklung von Ubuntu Touch fortzusetzen. Canonical zeigt sich dem Projekt gegenüber sehr kooperativ und gestattet unter anderem weiterhin die Verwendung der geschützten Namen und Logos.
Auch die Entwicklung der Desktop-Umgebung Unity wurde von Canonical eingestellt. Die UBports-Community hat ebenfalls die Weiterentwicklung von Unity 8/Lomiri übernommen. Erste Alpha-Versionen für Ubuntu 16.04 LTS und Ubuntu 18.04 LTS stehen zum Testen bereit.
Im Oktober 2018 wurde mit einem Update für die stabile Ubuntu-Touch-Version 16.04 erstmals der neue Webbrowser Morph veröffentlicht mit Verbesserungen der Darstellung auf verschiedenen Bildschirmgrößen.

## UBports Foundation
Im Jahr 2019 wurde die UBports Foundation mit Sitz in Berlin gegründet. Diese gemeinnützige rechtsfähige Stiftung des bürgerlichen Rechts stellt der Entwickler-Gemeinschaft finanzielle, organisatorische und rechtliche Unterstützung zur Verfügung. Sie dient auch als unabhängige juristische Person, zu der Community-Mitglieder Beiträge zum Kodex, zur Finanzierung und zu anderen Ressourcen leisten können, mit dem Wissen, dass ihre Beiträge zum öffentlichen Nutzen aufrechterhalten werden.